# Lucyna Dargiewicz
Lucyna Dargiewicz (ur. 14 lutego 1956 w Wojsławicach) – polska pielęgniarka, działaczka związkowa i samorządowa, przewodnicząca Ogólnopolskiego Związku Zawodowego Pielęgniarek i Położnych od 2013 do 2017.

## Życiorys
Jest absolwentką Liceum Ogólnokształcącego w Turobinie oraz Medycznego Studium w Chełmie. Jako pielęgniarka związała się z Chełmem gdzie pracowała na oddziale chirurgii tamtejszego szpitala, a następnie w przychodni. Była radną V kadencji Rady Miejskiej Chełma oraz członkinią stałego zespołu do spraw ochrony zdrowia przy Wojewódzkiej Komisji Dialogu Społecznego w Lublinie i przewodniczącą Komisji Rewizyjnej Zarządu Regionu Lubelskiego OZZPiP. 11 listopada 2010 wojewoda lubelski Genowefa Tokarska odznaczyła Lucynę Dargiewicz Złotym Medalem za Długoletnią Służbę.
W 2013 została wybrana na przewodniczącą Ogólnopolskiego Związku Zawodowego Pielęgniarek i Położnych, objęła również funkcję wiceprzewodniczącej Forum Związków Zawodowych. 25 listopada 2014 została laureatką Nagrody im. Haliny Krahelskiej przyznanej jej przez Głównego Inspektora Pracy. W październiku 2015 z ramienia FZZ została członkiem powołanej przez Prezydenta RP Andrzeja Dudę – Rady Dialogu Społecznego. W 2017 zakończyła kierowanie OPZZPiP. W 2018 bezskutecznie kandydowała do sejmiku województwa lubelskiego z listy Prawa i Sprawiedliwości.
W 2017 odznaczona Srebrnym Krzyżem Zasługi.